# 村上信彦

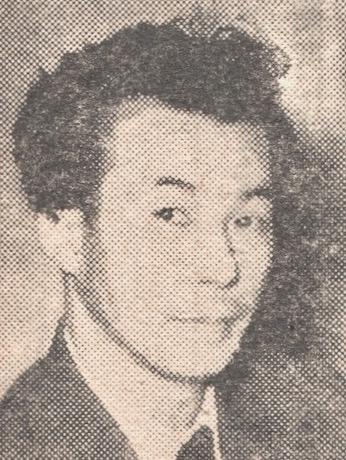
1956年

村上 信彦（むらかみ のぶひこ、1909年（明治42年）3月30日 - 1983年（昭和58年）10月31日）は、日本の作家、女性史研究家、医事評論家。

## 経歴
大衆作家村上浪六の三男として東京市下谷に生れる。「父浪六が手をつけようとした女中を救い出して父と義絶、その少女と結婚」したとされているが、このエピソードは彼の小説『音高く流れぬ』に登場するフィクションである。本小説は確かに村上本人とその周辺人物がモデルとなっており、村上の妻は女中として村上家に勤めていたが、エピソード自体は創作である。作中では女中に手を付けようとしたのも父ではなく叔父であり、主人公に父母はいない。村上が後年、彼の日記をもとに執筆したドキュメント小説『黒助の日記』にもこのエピソードはない。
府立五中を経て早稲田第一高等学院中退、出版社・興風館に勤務の後、1943年（昭和18年）より、文学、服装史、女性史の研究と著作に従事する。柳田國男の女性への見方を批判した『高群逸枝と柳田国男』で毎日出版文化賞受賞。『大正女性史』を未完のまま死去。
浅沼稲次郎を刺殺した山口二矢は姉の子（甥）に当たる。
1953年から1961年のあいだ、吾妻 新（あづま しん）の筆名で、SM雑誌『奇譚クラブ』にサディストとして小説・評論を寄稿。

## 著訳書

### 小説
- 『音高く流れぬ』全4部（興風館） 1940年 - 1941年
- 『出版屋庄平』（教文館） 1943年、のち改題『出版屋庄平の悲劇』
- 「青線区域」（『日刊スポーツ』にて1952年12月より連載）
- 「感情教育」全11回（『奇譚クラブ』1953年11月号 - 1954年9月号に連載）
- 「夜光島」全7回（『奇譚クラブ』1954年10月号 - 1955年4月号に連載）
- 『霧のなかの歌』全4部（三一書房） 1961年
- 『娘は荒地で』（大和書房） 1965年
- 『黒助の日記』全3巻 （偕成社） 1977年

### 評論等

#### 女性史
- 『女について - 反女性論的考察』（興風館） 1947年
- 『標的者 - 憑かれた精神の考察』（西荻書店） 1948年
- 『ゆがめられた性』（大日本雄弁会講談社） 1954年
- 『あたらしい幸福 - その生き方・考えかた』（青春出版社） 1955年
- 『服装の歴史』全3巻（理論社） 1955年 - 1956年、のち講談社文庫
- 『流行 - 古さと新しさ』（講談社） 1957年
- 『女性 - どう生きてきたか』（青春出版社） 1957年
- 『女の風俗史』（ダヴィッド社） 1957年
- 『日本人の服装』（講談社） 1958年
- 『紺の制服 - バス女子車掌たち』（三一書房） 1959年
- 『あぐらをかく娘たち - 戦後女性風俗史』（中央公論社） 1963年
- 『いのちと医学の間』（大和書房） 1966年
- 『明治女性史』上・中前・中後・下（理論社） 1969年 - 1972年、のち講談社文庫
- 『近代日本の恋愛観』（理論社） 1974年
- 『高群逸枝と柳田国男』（大和書房） 1977年
- 『大正・根岸の空』（青蛙房） 1977年
- 『日本の婦人問題』（岩波新書） 1978年
- 『近代史のおんな』（大和書房） 1980年
- 『大正女性史 上巻』（理論社） 1982年
- 『大正期の職業婦人』（ドメス出版） 1983年

#### 医事評論
- 『胃ガン・腸ガン・喉頭ガン・食道ガン・舌ガン』（細川書房） 1970年
- 『肝臓ガン・肺ガン・膵臓ガン・腎臓ガン』（細川書房） 1970年
- 『ガンのワクチン治療』（細川書房） 1970年
- 『蓮見ワクチン病症別療法 4 子宮ガン・乳ガン・膀胱ガン・前立腺ガン・直腸ガン』（細川書房） 1971年

### 翻訳
- 『悲惨の涯』（シエロツエウスキ、和見正夫名義、興風館） 1940年
- 『芸術と生涯』（ベリル・ベッカー、淡海堂） 1943年
- 『被虐の家』（キドロトシュトツク、吾妻新名義、亜風社） 1953年
- 『恐怖に憑かれて - ある女性神経症患者の精神分析』（L・フリーマン、太平出版社） 1975年
- 『アリスの人生学校』（ピエール・マッコルラン、吾妻新名義、学研プラス） 2002年

## 論文
- Cinii